# Jason Kilar
 (avril 2025).
Le contenu est difficilement compréhensible vu les erreurs de traduction, qui sont peut-être dues à l'utilisation d'un logiciel de traduction automatique.
Jason Kilar, né le 26 avril 1971, est un magnat des médias américain.
Président du groupe WarnerMedia et Ketchup Entertainment.

## Biographie

### Jeunesse
Kilar est né le 26 avril 1971 à Pittsburgh, en Pennsylvanie. Sa famille a déménagé à Boca Raton, en Floride, pendant sa première année et a obtenu son diplôme du lycée communautaire de Spanish River en 1989. Il a étudié à l'Université de Caroline du Nord à Chapel Hill, où il était membre de la fraternité Sigma Nu. Il a obtenu son diplôme en 1993 et a poursuivi ses études à la Harvard Business School, où il a obtenu un MBA en 1997,.

### Carrière
Kilar a été cadre chez Amazon de 1997 à 2006, notamment en tant que vice-président senior de sa division mondiale de logiciels d'application. Il a contribué à fonder la société de streaming Hulu en 2007 et en est devenu le PDG. Le 4 janvier 2013, il a annoncé sa démission de l'entreprise après cinq ans, avec le directeur technique de Hulu, Rich Tom. Le mois suivant, Kilar a rejoint le conseil d'administration de DreamWorks Animation.
En 2014, il a annoncé Vessel, un service de vidéo par abonnement dont il était le PDG. L'entreprise a été soutenue par les sociétés d'investissement Benchmark, Greylock Partners et Bezos Expeditions, puis vendue à Verizon Communications en 2016,.
Le 1er avril 2020, John Stankey, alors PDG de WarnerMedia, a annoncé que Kilar assumerait son rôle de PDG à compter du 1er mai 2020 et que Kilar rendrait compte à Stankey, qui resterait directeur de l'exploitation d'AT&T. Le 24 avril 2020, il a été annoncé que Stankey deviendrait PDG d'AT&T le 1er juillet 2020.
En décembre 2020, Kilar a annoncé que les films Warner Bros. sortis en 2021 seraient diffusés sur HBO Max en même temps que leur sortie en salles. Auparavant, la pratique consistait à sortir les films en salles pendant une période de 90 jours avant de les diffuser sur d'autres supports. Cette décision a été décriée par de nombreux acteurs à Hollywood, dont Christopher Nolan et Denis Villeneuve, et a été décrite comme une violation flagrante des droits contractuels de certains des acteurs ayant travaillé sur ces films,,. En mars 2021, Kilar a suscité une nouvelle vague de colère en affirmant que la pandémie de COVID-19 était « vraiment bonne pour l'audience » lors d'une conversation avec Lachlan Murdoch de Fox Corporation. Il s'est ensuite excusé pour ce commentaire et a ajouté : « Je souhaite par-dessus tout que cette pandémie soit bien derrière nous. »
Kilar a annoncé le 5 avril 2022 qu'il quitterait son poste de PDG de WarnerMedia, dans le cadre de la fusion de WarnerMedia et Discovery, Inc..

## Fonctions supplémentaires
Il est membre du conseil d'administration de Wealthfront et a rejoint le conseil d'administration de Roblox en septembre 2023. En juin 2024, il a démissionné du conseil d'administration d'Opendoor, qu'il avait rejoint en 2019. Kilar a également été membre du conseil d'administration de DreamWorks Animation, qu'il avait rejoint en 2013, Univision, Habitat for Humanity, et Brighter.